# قلعه قطیف
قلعه قطیف (عربی: قلعة القطيف) قلعه‌ای تاریخی در شهر قطیف عربستان سعودی بود. ساخت اولیه قلعه به قرن سوم توسط ساسانیان برمی گردد سپس توسط عثمانی بازسازی شد و به عنوان پایگاه نظامی دفاعی برای منطقه خلیج فارس مورد استفاده قرار گرفت. بعداً، قلعه به محلی برای مردم محلی به یک انبار غیرنظامی تبدیل شد.